# Zebrzydowice (województwo małopolskie)
Zebrzydowice – wieś w Polsce, położona w województwie małopolskim, w powiecie wadowickim, w gminie Kalwaria Zebrzydowska.
W latach 1975–1998 miejscowość należała administracyjnie do województwa bielskiego.

## Położenie i ukształtowanie terenu
Wieś leży na północ od Kalwarii Zebrzydowskiej (zachodnia część województwa małopolskiego), na Pogórzu Wielickim. W większości leży w dolinie Skawinki, a liczniejsze skupienia zabudowań znajdują się w pobliżu kościoła parafialnego, w przysiółku Bieńkowice (wysuniętym najdalej na zachód) oraz przy drodze z Kalwarii Zebrzydowskiej do Przytkowic.

## Integralne części wsi
| SIMC    | Nazwa               | Rodzaj     |
| ------- | ------------------- | ---------- |
| 0057112 | Bieńkowice          | przysiółek |
| 0057069 | Owczarnia           | część wsi  |
| 0057129 | Samcówka            | przysiółek |
| 0057075 | Solca               | część wsi  |
| 0057081 | Stawki              | część wsi  |
| 0057098 | Strona Proboszczowa | część wsi  |
| 0057106 | Strona Przeorowa    | część wsi  |

## Historia
Po raz pierwszy notowane były w 1326 r. Rodzinne gniazdo Zebrzydowskich herbu Radwan-Dwór. Na początku XVII w. Mikołaj Zebrzydowski założył tu szpital dla inwalidów wojennych, przekazując wieś bonifratrom, których sprowadził tutaj w 1611 r. Dochody ze wsi przeznaczone były zgodnie z jego wolą na utrzymywanie szpitala.

## Zabytki
Obiekty wpisane do rejestru zabytków nieruchomych województwa małopolskiego:
- Kościół parafialny pw. Michała Archanioła. Kościół pochodzi z lat 1599–1602; orientowany, murowany, z wyposażeniem późnorenesansowym (XVII w.). U szczytu ołtarza głównego znajduje się gotycka rzeźba Matki Boskiej z Dzieciątkiem (ok. 1400 r.);
- zespół klasztorny OO. Bonifratrów: dawny dwór obronny z kaplicą, spichlerz, kostnica, klasztor tzw. nowy;
- kaplica cmentarna na cmentarzu konwenckim;
- kapliczka św. Jana Nepomucena.